# Hymenocephalus italicus
Il pesce topino (Hymenocephalus italicus) è un pesce abissale della famiglia Macrouridae.

## Distribuzione e habitat
Comune nel mar Mediterraneo e nelle acque italiane ma raro nel mar Adriatico; è anche presente nell'Oceano Atlantico tra il Portogallo e l'Africa meridionale. Si hanno segnalazioni per il mar dei Caraibi, il golfo del Messico e l'Oceano Indiano.

Frequenta acque profonde da 200 a 2000 metri.

## Descrizione
Rispetto agli altri Macrouridae ha un rostro molto ridotto e quindi non ha il muso prominente tipico del pizzuto o del pesce sorcio. La sua testa è coperta di creste ossee disposte in maniera irregolare che delimitano aree mucose. La bocca è orizzontale e molto ampia e supera l'occhio, che è grande.
Il corpo è molto sottile e termina in una coda lunga e fine; non c'è la pinna caudale. La prima pinna dorsale è alta e breve, la seconda molto bassa, arriva all'estremità del corpo. La pinna anale è simile alla seconda dorsale ma più lunga. Sono presenti due fotofori, uno accanto all'ano ed uno tra le pinne ventrali.

Il colore è argenteo su dorso e fianchi e nero sul ventre.

Misura fino a 20 cm.

## Alimentazione
Si nutre di animaletti bentonici, soprattutto crostacei.

## Riproduzione
Le uova e le larve sono pelagiche e queste ultime hanno pinne pettorali e pinne ventrali con raggi allungati.

## Biologia
Spiaggia sulle coste dello stretto di Messina nei mesi primaverili.

Sembra avere abitudini meno legate al fondo delle altre specie di pesci topo tanto da potersi considerare come semi-pelagico.

## Pesca
Si cattura con le reti a strascico ed è commestibile ma privo di qualsiasi valore alimentare.